# 叢壇
叢壇。山東省文登縣（今文登市）人，清朝官員。同進士出身。

## 生平
叢壇於道光十一年（1833年）考中辛卯科舉人，道光二十七年（1847年）中式丁未科張之萬榜三甲第一百零二名進士，與名臣徐樹銘、李鴻章、沈葆楨等同年。咸豐元年（1851年）八月任順天府東安縣知縣，咸豐二年（1852年）調任雞澤縣，咸豐七年（1857年）改臨榆縣知縣。